# Монотропія
Монотропія (англ. monotropy) — поліморфізм, при якому речовина має лише одну стійку кристалічну форму, а інші нестійкі. При цьому між стійкою та іншими формами нема точки переходу. 
Приклад: червоний фосфор є стійкою, а білий фосфор — нестійкою формою.